# 非可逆リズム
非可逆リズム（ひかぎゃくりずむ、仏: rythme non-rétrogradable、英: non-retrogradable rhythm）とは「逆行できないリズム」のことである。

## 概要
非可逆リズムは回文のように時間的にシンメトリックになっていて、音符を前後逆に並べても同じリズムになるので、逆にしても別のリズムが生まれない。物理学などでいう「不可逆・非可逆」とは逆の意味である。
例えば次のようなリズムである。

オリヴィエ・メシアンが多用した。